# アレクサンドル・アドリアンセン
アレクサンドル・アドリアンセン（Alexander Adriaenssen、1587年1月17日(洗礼日) – 1661年）はフランドルの画家である。調理場や食卓の魚や肉の食材を描いた静物画、花瓶と花を描いた静物画などで知られる。

## 略歴
アントウェルペンで作曲家、リュート奏者のエマニュエル・アドリアンセン(1554-1604)の息子に生まれた。 弟に戦争画を描いた画家のヴィンセント・アドリアンセン(1595–1675) がいる 。別の弟のニコラース・アドリアンセンは肖像画家になった。
ファン・ラーク(Artus van Laeck)の弟子として1597年に画家組合に登録され、1610年に画家組合の親方の資格を得た。バロック美術を代表する画家、ピーテル・パウル・ルーベンスの工房に近い場所で活動し、ルーベンスはアドリアンセンの静物画をコレクションに加えた。また有名な肖像画家、アンソニー・ヴァン・ダイクはアドリアンセンの肖像画を残した。
1623年から1661年の間のアドリアンセンの作品が残されているが、1630年から1650年の間が活動のピークであった。魚や狩猟の獲物を描いた静物画で知られている。1640年頃、アントウェルペンで流行した高価な食器を描く作品も描いた。当時、一般的であった他の画家との共作もしており、人物画の得意な、シモン・デ・ヴォス（Simon de Vos）と共作し、静物の部分を描いた作品もある。

## 作品

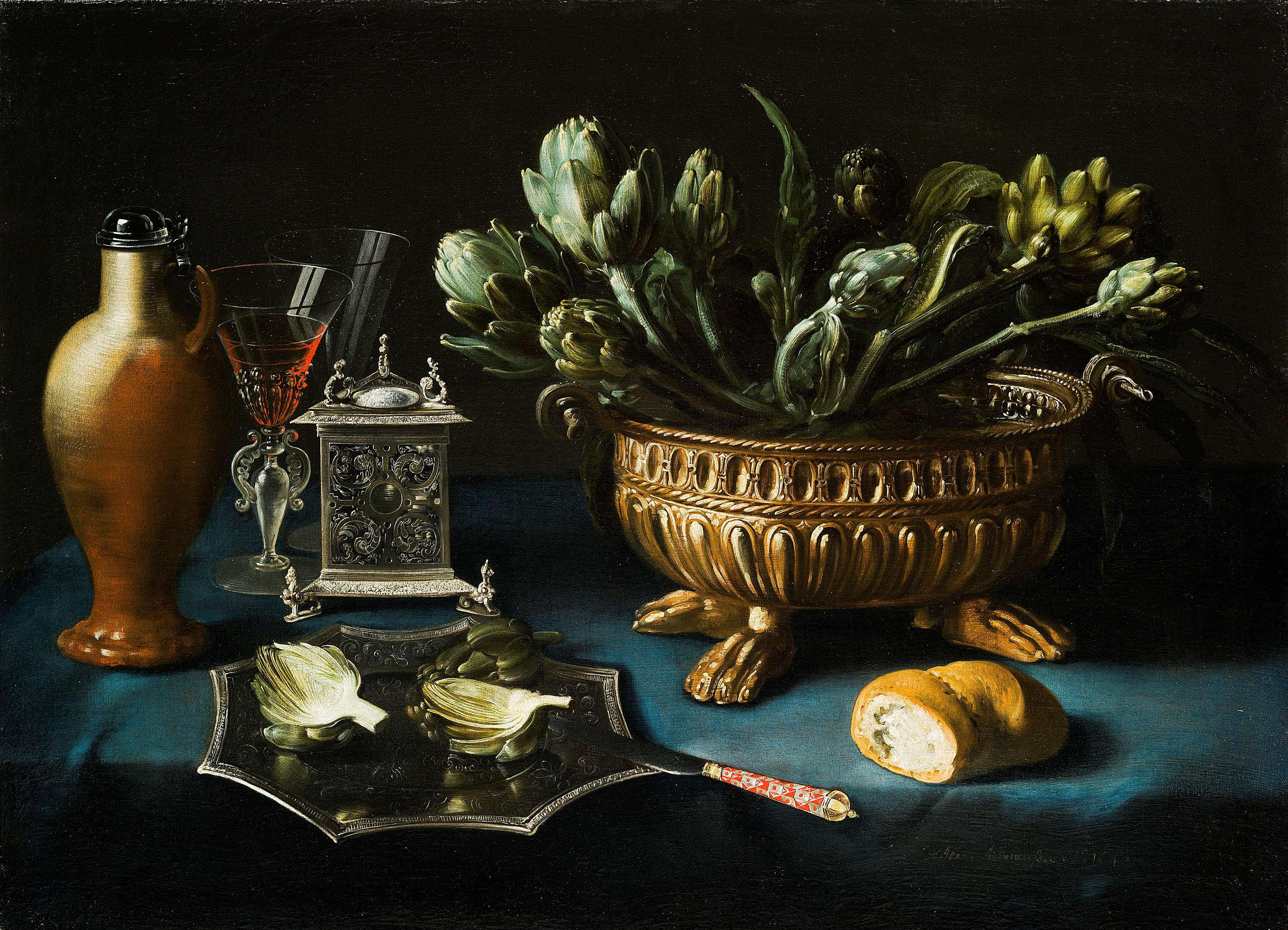
銀食器やワイン瓶のある静物画
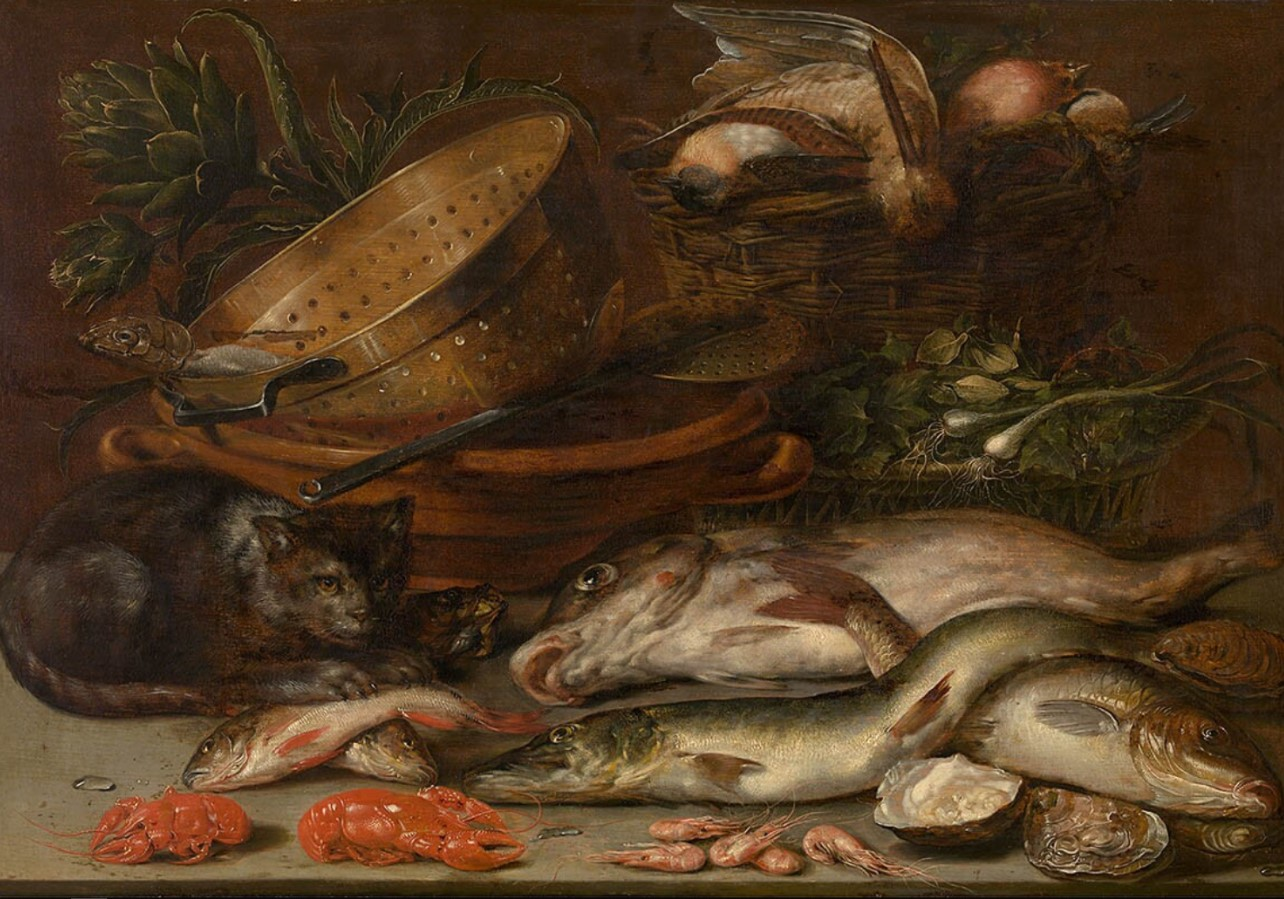
鳥や魚などの食材
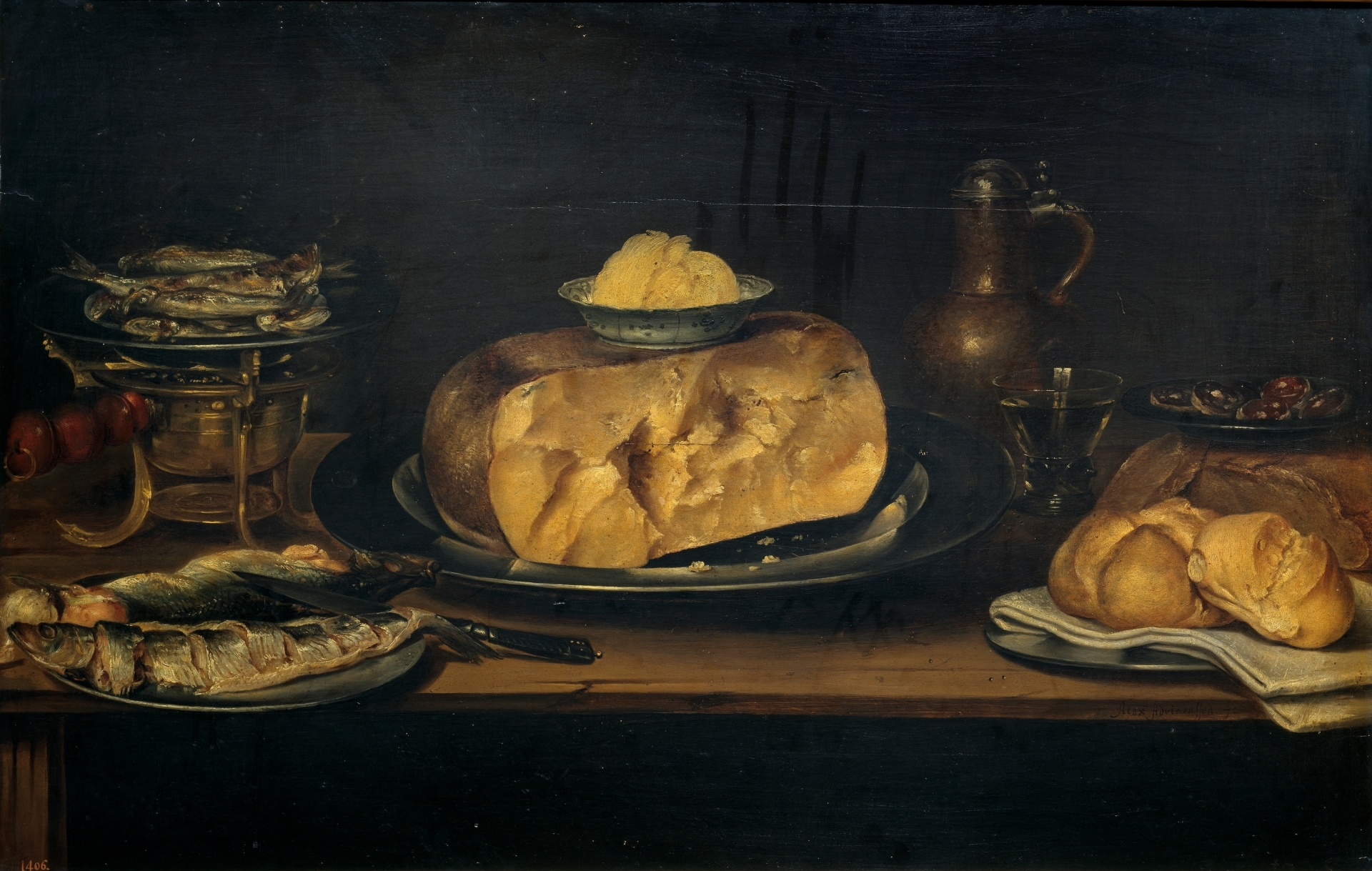
食材ののった食卓
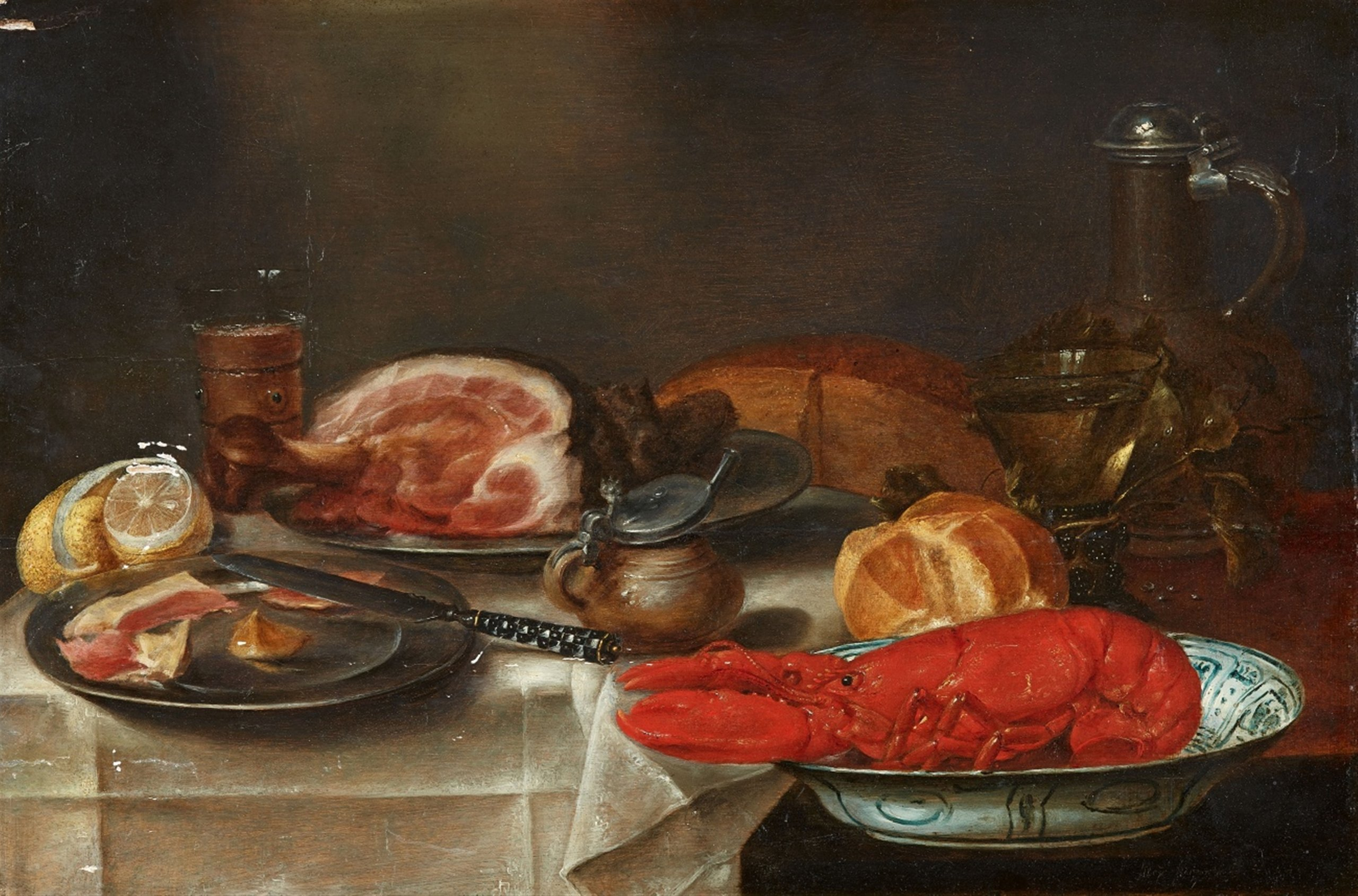
ロブスターのある食卓
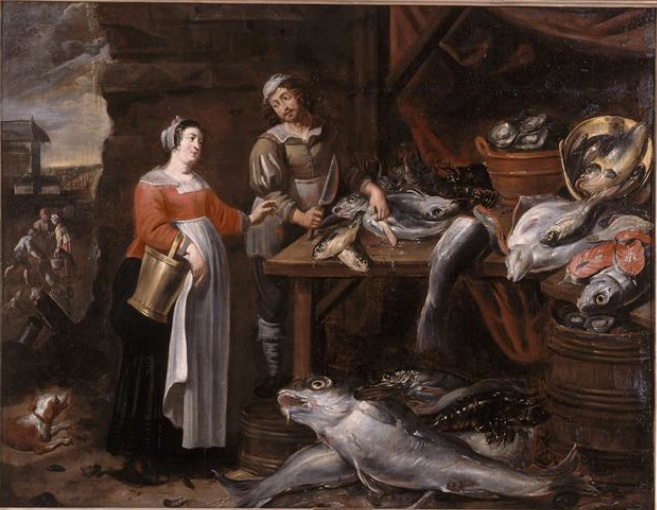
魚屋
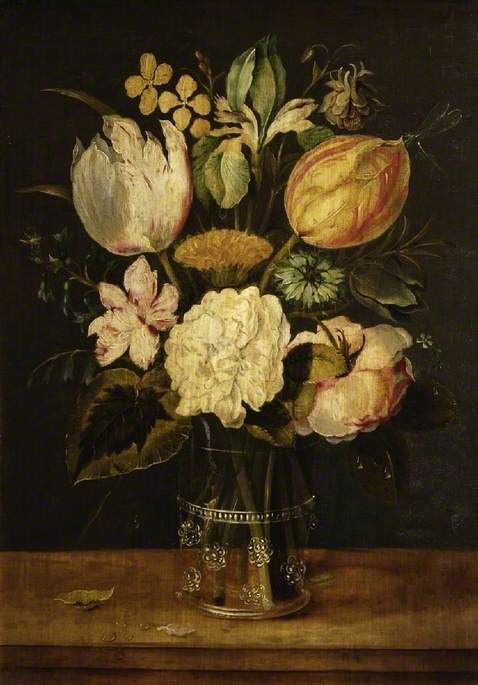
花瓶と花